# Вук Косача
Вук Косача (умро 1359) је био војвода српског цара Душана Силног. Он је оснивач српске средњовјековне породице Косаче, поријеклом из Херцеговине, по важности друге породице у Краљевини Босни одмах послије Котроманића. Њихови посједи су били са лијеве стране обале ријеке Дрине, у околини Рогатице.
Вук је био војни командант у војци српског цара Душана током његовог освајања Епира и Тесалије.
По Мавру Орбину, током лова у сјеверној Србији, случајно је убио Бранка Растислалића племића из породице Растислалића, која је имала посједе у сјеверној Србији. Вук који је био одговоран за смрт, побјегао је у Угарску. Накнадно је склопио примирје са Растислалићима и вратио се у Србију, али је убијен 1359, када су се Бранкови рођаци осветили за његову смрт.
Имао је два сина, Влатка и Храна Вуковића.